# Агунг
Агу́нг — стратовулкан, расположенный на острове Бали и входящий в состав одноимённой провинции Индонезии. Является высшей точкой острова (3031  м) и считается священной горой у местных жителей. Расположен в восточной части острова, разделён узкой долиной с вулканом Батур. Размеры кратера вулкана составляют 520×375 метров. Вершина вулкана лысая и лишена растительности. В отличие от остальных активных вулканов Индонезии, в историческое время известно лишь пять случаев, когда Агунг давал о себе знать.

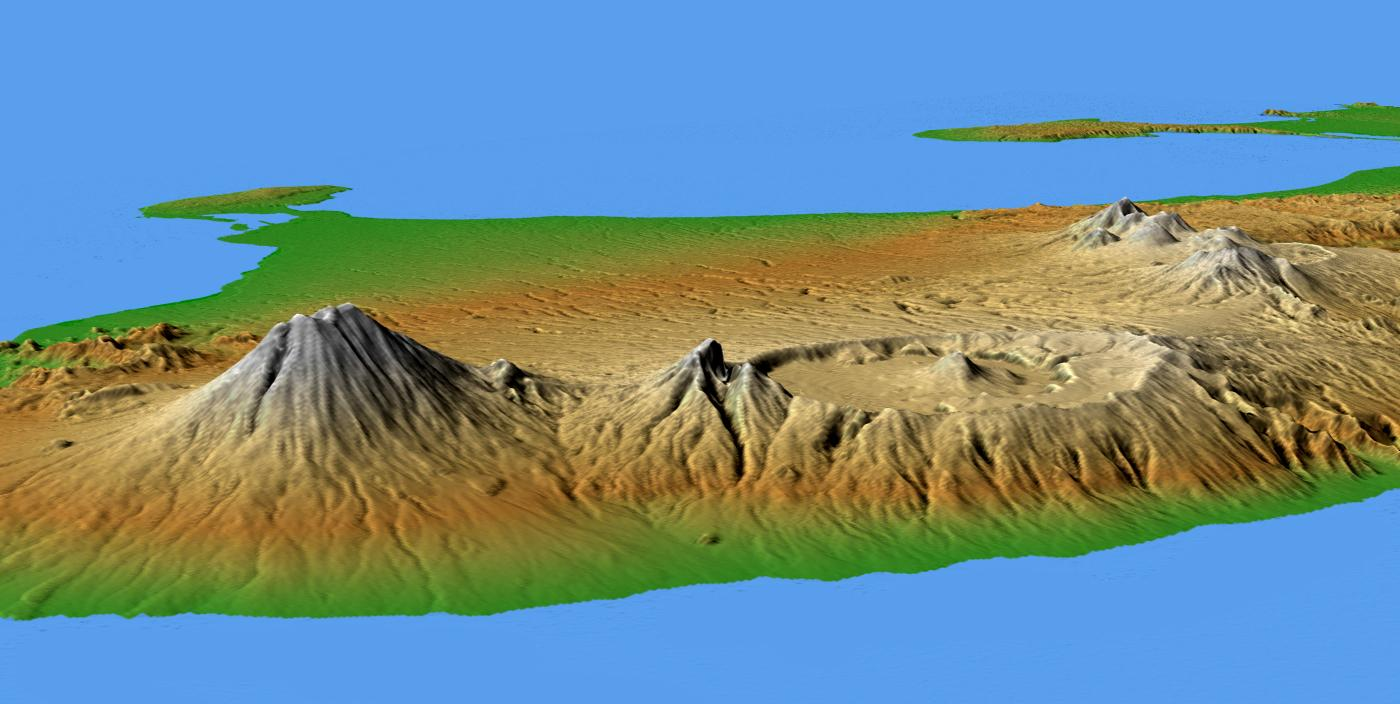
Геоморфологическая схема: вулкан Агунг (слева), кальдера Батур (справа)

## Ландшафт

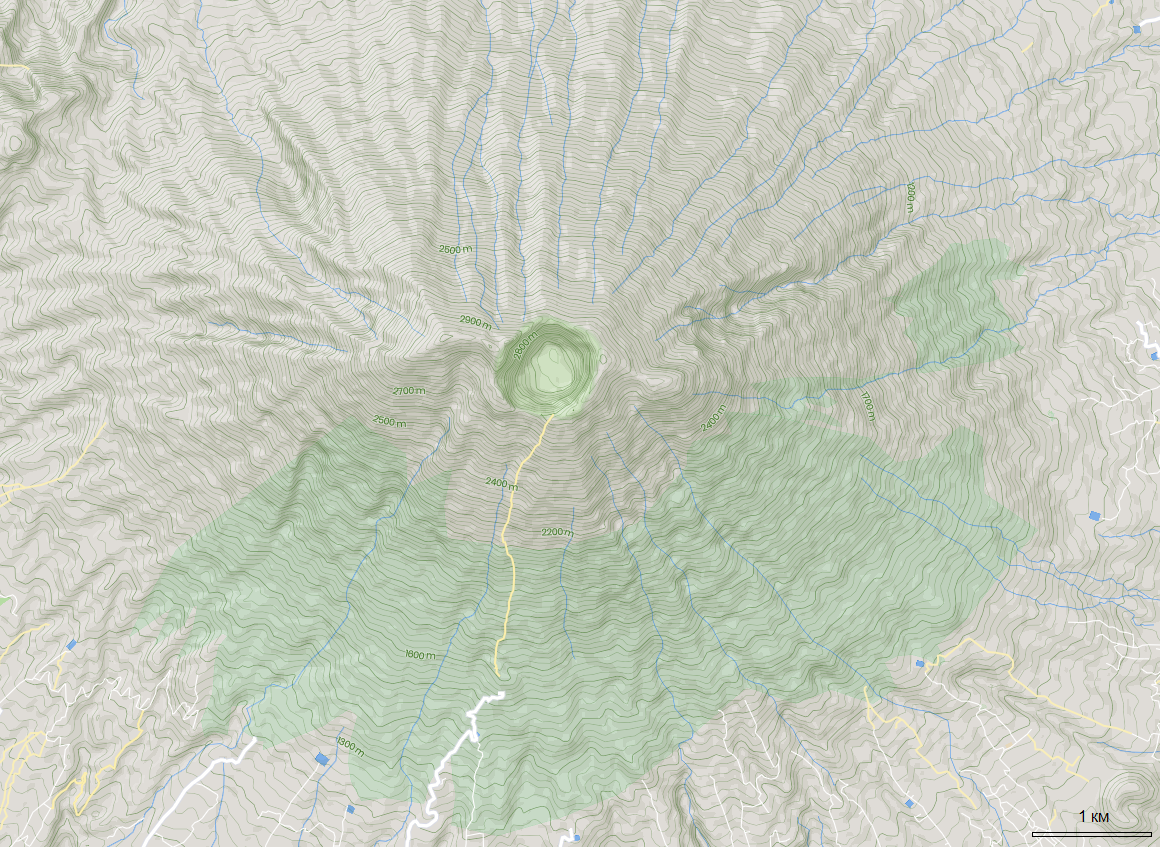
Окрестности вулкана Агунг

На склонах вулкана находятся истоки множества рек, которые, прорезая каньоны в мягком вулканическом грунте, порождают систему радиально расположенных хребтов и впадин, делающих окрестности вулкана похожими на велосипедное колесо, в центре которого находится кратер. Наиболее значимые хребты и каньоны делят территорию на три отчётливо выраженных территории, которые можно условно назвать северным, западным и восточным Карангасемом. С южных склонов горы Агунг от Йе Кори (Yeh Kori) до Гуманга (Gumang), тянется череда высоких холмов, являющихся естественной границей между западным и восточным регионами. Самый высокий холм носит название Bukit Penyu (холм Черепахи). К востоку от хребта лежит Дангин Букит Пенью (Dangin Bukit Penyu), основная территория бывшего штата Карангасем, которая в настоящее время состоит из кечатманов (районов) Карангасем (Karangasem), Бебандем (Bebandem) и Абанг (Abang). Территория к западу от хребта, которая носит название Даух Букит Пенью (Dauh Bukit Penyu), представляет собой западную часть округа Карангасем и состоит из районов Селат (Selat) и Ренданг (Rendang), а также района Сидемен (Sidemen), который лежит к югу от долины реки Телага Ваджа (Telaga Waja). Северный Карангасем простирается от гористого региона Абанг, который отделяет его от восточного Карангасема, и тянется на запад от горы Агунг, где переходит в сужающуюся долину между горами Агунг и Абанг. Другая естественная граница, хребет между горами Абанг и Букит Тапис (Bukit Tapis), который примыкает к горе Агунг, отделяет северный Карангасем от западного.

## Активность в прошлом
Хотя исторические данные об извержениях вулкана в древности малодостоверны, нет сомнений, что вулкан извергался часто на протяжении тысячелетий, о чём говорят слои разноцветного пепла и вулканических обломков толщиной до 20 м, хотя некоторые из этих слоёв являются следами извержений соседних вулканов (Батур, Ринджани, Тамбора). Ранние извержение нашли своё отражение только в мифах, где подчёркивается связь между горой и божеством и вера в то, что извержение вулкана — это демонстрация божественной силы. В народных верованиях более поздних веков извержения вулканов и другие стихийные бедствия также связываются с участием земных правителей.
Нет достоверных исторических данных о вулканической активности горы Агунг до середины XVI в. Лонтары (древние рукописи, записанные на высушенных пальмовых листьях) упоминают об извержениях 1543, 1615/1616 и 1684 годов. Даты в этих балийских текстах могут быть ненадежными, но местные
предания подтверждают, что по крайней мере одно извержение произошло в XVII веке.
Ещё одно извержение произошло в 1808 году. Прямых свидетельств этому нет, однако Асси (Assey) в своем отчете об извержение Тамборы в 1815 г. упоминает, что около семи лет назад произошло извержение вулкана Карангасем (ныне это название округа, где находится гора Агунг), причём сначала предполагалось, что местом этого извержения была Тамбора. Согласно верованиям местного населения, причиной извержения была ссора между двумя раджами Бали Балилинг (Булеленг), которая закончилось убийством младшего раджи по приказу его старшего брата.
Непроверенные источники говорят о вулканической деятельности в 1821 г., но следующее подтвержденное извержение произошло в 1843 году. В первые дни активности ощущались толчки, за которыми последовал выброс пепла, песка и камней. По северному склону к морю хлынул поток лавы. В другом отчете говорится, что гора изверглась 25 сентября 1843 года и
сопровождалась приливной волной, нанесшей серьезный ущерб Уджунгу (Карангасем). По мнению местного населения катастрофа стала божьей карой за
отказ раджи Карангасема принять дары от раджи Матарама (Ламбока). Затем вулкан бездействовал более века, за исключением наблюдения за сольфатарной деятельностью в 1908, 1915 и 1917 годах.

## Извержение 1963—1964 годов
Извержение, произошедшее в 1963—1964 годах, имело разрушительный характер и сопровождалось выбросом пирокластических потоков и лахаров (грязевых потоков). Во время этого извержения выбросы вулканических пород унесли жизни около 200 человек, 160 человек погибли под лахарами, 820 человек — под пирокластическими потоками. Около 300 человек получили значительные травмы. Впоследствии в результате повторного извержения также были жертвы. Десятки тысяч людей остались без крова. Есть версия, что вулканическая активность вулкана была настолько сильной, что в результате этого закат в Европе и Северной Америке был малинового цвета. При извержении этого вулкана в марте 1963 года в атмосферу было выброшено, по оценкам, около 1,2 млн тонн хлористого водорода. В конце 1980-х годов на вулкане наблюдалась фумарольная, сульфатная активность и незначительная сейсмичность. В 2001—2002 году наблюдались тепловые аномалии у подножия вулкана, в результате которых происходили пожары.
В результате извержения приведено в негодность около 500 км² сельскохозяйственных земель, всего подверглось воздействию извержения 3500 км².
17 марта 1963 года, в самом начале активности вулкана, в храме Бесаких прошла Экадаша Рудра, величайшая церемония балийского индуизма, которая до этого не проводилась в течение нескольких столетий. Для балийцев это не было простым совпадением, было широко распространено мнение, что извержение сигнализировало о гневе бога горы Агунг.
Храм Бесаких сильно пострадал от землетрясения в мае и был засыпан пеплом, однако, несмотря на близость к эпицентру извержения (расстояние от кратера составляло всего 7,5 км), он не был затронут ни пирокластическими потоками, ни лахарами, поскольку был защищён высоким участком края кратера.

## Извержение 2017 года
В августе 2017 года была зафиксирована активность вулкана, были эвакуированы около 120 тыс. человек. Однако к октябрю активность начала снижаться, и власти Бали понизили уровень опасности. Но уже 21 ноября из жерла Агунга начал подниматься столб дыма высотой в 700 метров, а 25 ноября 2017 началась активная фаза извержения.
Шлейф, образовавшийся от извержения, поднялся примерно на 1,5—4 км выше вершины кратера, дрейфуя по направлению к югу, покрывая вулканической пылью и пеплом окрестности, что привело к тому, что некоторые авиакомпании отменили рейсы, направляющиеся в Австралию. Позже вокруг кратера наблюдалось оранжевое свечение, вызванное выходом свежей магмы на поверхность.

## Извержение 2018 года
Выброс лавы и пепла произошёл 2 июля 2018 года в 21:04 по местному времени. Как сообщили сейсмологи, извержение вулкана продолжалось чуть более семи минут.

## Извержение 2019 года
25 мая 2019 года в 19:23 по местному времени из вулкана произошёл выброс лавы и раскалённых камней, которые разлетелись в радиусе 3 км. Всего извержение длилось 4,5 минуты. Выброс пепла накрыл 9 близлежащих деревень в долине Агунга. Погибших и пострадавших нет.